# Ashmolean Museum
El Museu Ashmolean (Ashmolean Museum of Art and Archaeology) està situat a Beaumont Street, Oxford, Anglaterra, i és el segon museu universitari a nivell mundial (després del Museu d'Art de Basilea, fundat el 1661) i el primer museu públic britànic. El seu primer edifici va ser construït entre 1678 i 1683 per allotjar la col·lecció de curiositats d'Elias Ashmole, que va donar a la Universitat d'Oxford el 1677.

## Història de la col·lecció
La col·lecció inclouen les obres que Elias Ashmole havia reunit, així com les que havia adquirit de viatgers i col·leccionistes com ara John Tradescant el Vell i el seu fill del mateix nom. La col·lecció incloïa monedes antigues, llibres, gravats, espècimens geològics i zoològics -un d'ells era el cos dissecat de l'últim dodo vist a Europa, però el 1755 era ja molt deteriorat, a excepció del seu cap i una urpa.
El museu va obrir el 6 de juny de 1683, amb el naturalista Robert Plot com el primer director. Després, diversos espècimens han estat traslladat a nous museus, el "Old Ashmolean" de Broad Street va ser utilitzat com a oficina per redactar l'Oxford English Dictionary. Des del 1935, l'edifici s'ha establert com a Museu d'Història de la Ciència, amb exposicions dels instruments científics de la Universitat d'Oxford, de Lewis Evans (1853-1930), entre ells la col·lecció més gran del món d'astrolabis.
L'edifici actual data de 1845. Va ser dissenyat per Charles Cockerell en un estil clàssic i és a Beaumont Street. Una ala de l'edifici està ocupada per la Institució Taylor, la facultat de llengües modernes de la universitat. El museu principal conté les col·leccions originals d'Elias Ashmole i John Tradescant (pare i fill), així com amplies col·leccions d'arqueologia i belles mostres d'art. Compta amb unes col·leccions de pintures Prerafaelites, peces de ceràmica majolica i argent anglès. El departament d'arqueologia inclou el llegat d'Arthur Evans i té una extensa col·lecció d'objectes de l'antic Egipte i el Sudan; el museu també allotja l'Institut Griffith, per a l'estudi d'egiptologia.